# Luccaburg
Die Luccaburg war eine hochmittelalterliche Niederungsburg bei Loccum in Niedersachsen. Sie ist nach dem Geschlecht der Grafen von Lucca benannt und hat nur für wenige Jahrzehnte im 12. Jahrhundert existiert. Sie war namensgebend für das nahegelegene Kloster Loccum, die bedeutendste Zisterziensergründung in Niedersachsen.

## Lage
Die Reste der Turmhügelburg (Motte) der Luccaburg befindet sich inmitten des Waldgebietes Sundern im Tal der Fulde etwa 1 km südlich des Klosters Loccum. Zur Entstehungszeit handelte es sich um eine sumpfige und schwer zugängliche Niederung.

## Bauweise

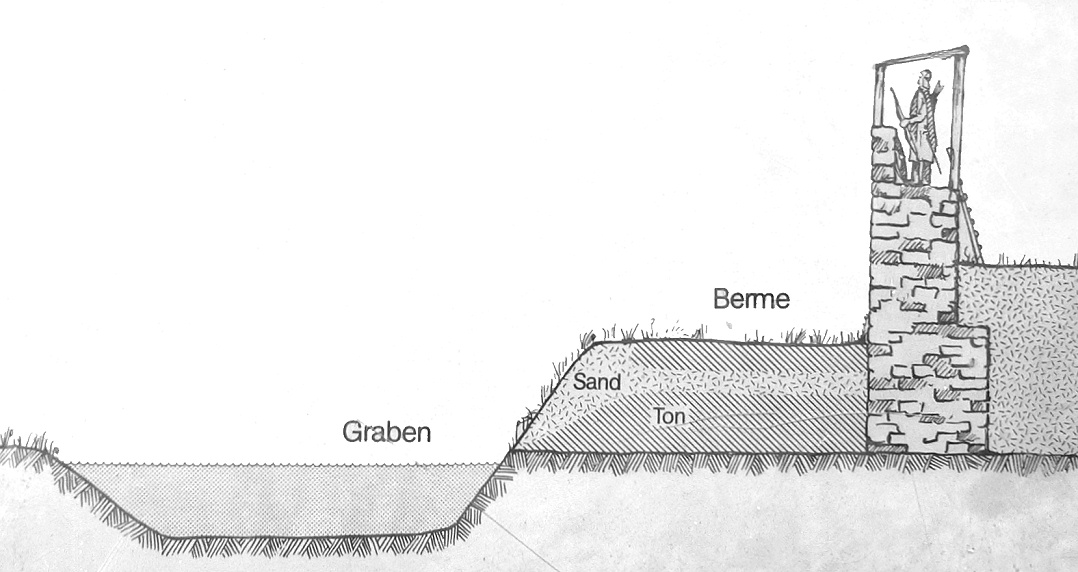
Rekonstruierter Schnitt durch Graben und Wall

Der Hügel der Luccaburg ist noch ca. 3,5–4 m hoch erhalten und besitzt am Fuß einen Durchmesser von ca. 55 m, auf dem Plateau von ca. 44 m. Umgeben ist er von einem 5–9 m breiten und 1,5 m tiefen Ringgraben mit max. 5 m breiter Sohle. Wie die 1914 durch den Prähistoriker und Burgenforscher Carl Schuchhardt durchgeführten Ausgrabungen ergaben, ist der Hügel aus einem Gemenge von Ton, Lehm und Sand aufgeschüttet worden.
Den Kern des Hügels bildet eine Ringmauer aus Sandsteinplatten von 39 m Durchmesser, die offensichtlich auf der alten Oberfläche aufsitzt. Typologisch handelt es sich bei der Luccaburg somit um einen Shell Keep, wie er vor allem aus den Niederlanden und England bekannt ist. Erhalten ist die 2 m starke Mauer noch bis in 3,1 m Höhe. Vor der Mauer befand sich eine 5 m breite Berme, die bis zu 2 m Höhe durch Ton- und Sandschichten aufgeschüttet war. Sie sollte das Abrutschen der Mauer in dem umgebenden 5–9 m breiten und 1,5 m tiefen Ringgraben verhindern. Spuren einer Innenbebauung wurden bei der Ausgrabung nicht erfasst, was wohl der damaligen Grabungstechnik geschuldet sein dürfte. Eine Vorburg scheint nicht vorhanden gewesen zu sein.
Im Jahre 2012 ließ das Niedersächsische Landesamt für Denkmalpflege die Luccaburg sowie ihr näheres Umfeld digital vermessen und ein virtuelles 3D-Höhenmodell anfertigen. Dies stellte einen Beitrag des Landesamtes für die 850-Jahr-Feier des Klosters Loccum im Jahre 2013 dar.

## Umgestaltung zum Grabdenkmal
Im Anschluss an die Untersuchungen von 1820 wurde der Burghügel zum Grabdenkmal für den 1818 verstorbenen Prior des Klosters Loccum umgestaltet. Dabei wurde die ursprüngliche Ringmauer in einem Teilbereich freigelegt und als Wandfläche in die Gestaltung mit einbezogen. Eine großformatige, steinerne Gedenktafel an der Mauer erinnert an Prior Carl Ludwig Franzen, der hier im Waldgebiet des Sundern Wege, Alleen und Wiesen anlegen ließ.

## Geschichte

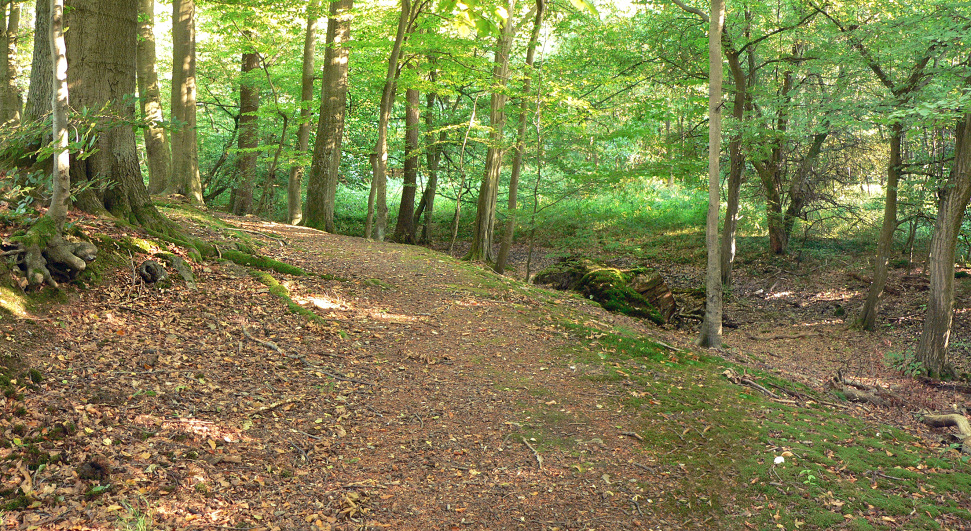
Burggraben rechts

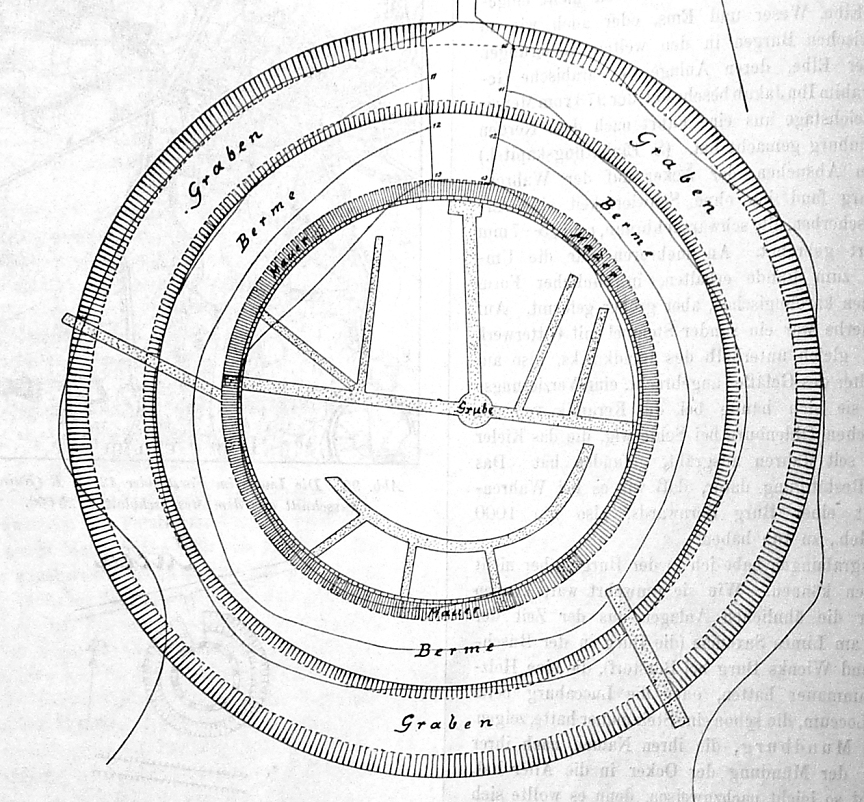
Lageplan von Carl Schuchhardt um 1910

Die Luccaburg wurde in den Schriftquellen nie ausdrücklich erwähnt. Die Gründung dürfte durch die aus Friesland eingewanderten Grafen von Lucca erfolgt sein, von denen Graf Burchard 1113/19 und 1130 genannt wird. Die Tochter Graf Buchards, Beatrice von Lucca, heiratete den Grafen Wilbrand von Hallermund, der dadurch zum Nachfolger und Erbe wurde. Er schenkte Zisterziensermönchen im Jahr 1163 das umliegende Land zur Gründung von Kloster Loccum. Spätestens zu diesem Zeitpunkt wird die Burg aufgegeben worden sein. Die bei der Ausgrabung gefundene Keramik umfasst nur den kurzen Zeitraum von der Mitte des 12. Jahrhunderts bis 1160/70.
1260 erfolgte die einzige Erwähnung der Luccaburg. In der damals niedergeschriebenen Chronik der Klostergründung heißt es, dass Burchard, der älteste Sohn Wilbrands, nach seinem Tod in einem Turnier auf der Insel, die „antiqua Lucca“ genannt wird, bestattet wurde. Diese Beschreibung deckt sich mit der inselartigen Lage der Burg in einer Flussniederung. Von dort sind die Gebeine kurze Zeit später in das Kloster Loccum überführt worden.
Die Burg war namengebend für die Dynasten der Grafen von Lucca, die etwa im späten 11. Jahrhundert in diesem Raum auftauchen. Um 1113 und 1130 wird ein Graf Burchard von Lucca urkundlich erwähnt, der Graf von Friesland war. Das erklärt auch, dass die Luccaburg nach dem Vorbild friesisch-holländischer Turmhügelburgen steinummantelt errichtet wurde, wie der Burgenspezialist des Niedersächsischen Landesamtes für Denkmalpflege Hans-Wilhelm Heine feststellte. Die Burg wird wahrscheinlich schon vor der Klostergründung aufgegeben worden sein.

### Name
Der Ursprung des Begriffs Lucca wird wegen seines ungewöhnlichen Klangs nicht im sächsischen, sondern im slawischen gesehen. Dort könnte er Wiese bedeutet haben. Demzufolge würde Luccaburg für Wiesenburg stehen, was mit der ursprünglichen Lage inmitten der feuchten Niederung der Fulde korrespondiert.
Einer Theorie zufolge beruht die slawische Namensgebung darauf, dass sich hier im sächsischen Siedlungsraum slawischstämmige Wenden im 8. Jahrhundert niederließen. In der historischen Forschung wird spekuliert, dass sie von Karl dem Großen aus ihrer angestammten Heimat östlich der Elbe an die Mittelweser deportiert worden seien.